# Hessenkrieg
Der Hessenkrieg (im weiteren Sinne, manchmal auch im Plural: Hessenkriege) war ein langjähriger, teils diplomatisch, teils militärisch ausgetragener Streit zwischen den Familienzweigen des Hessischen Fürstenhauses, insbesondere der Landgrafschaft Hessen-Kassel auf der einen und der Landgrafschaft Hessen-Darmstadt auf der anderen Seite. Der Konflikt geht zurück auf eine Erbteilung nach dem Tod des letzten gesamthessischen Landgrafen Philipp I. im Jahre 1567. 
Nach dem Aussterben der Linie Hessen-Marburg im Jahr 1604 wurde ihr Gebiet von den Linien in Kassel und Darmstadt beansprucht, die sich auf unterschiedlichen Seiten im Dreißigjährigen Krieg wiederfanden. Ein Vergleich sprach Darmstadt ganz Hessen-Marburg zu. Das in der Folge erstarkte Hessen-Kassel focht diese Regelung schließlich im eigentlichen Hessenkrieg von 1645 bis 1648 an und setzte sich militärisch durch. Im Friedensvertrag erhielt es ein Viertel Hessen-Marburgs mit der Stadt Marburg, der Rest blieb bei Hessen-Darmstadt.

## Zusammenfassung
Der Konflikt, der sich insgesamt über fast 80 Jahre und drei Generationen hinzog, verschärfte sich in den 1620er Jahren nach dem Aussterben der Linie Hessen-Marburg und gipfelte ab 1645 im Hessenkrieg im engeren Sinne. Dieser offene Schlagabtausch begann mit der Belagerung Marburgs 1645 und endete im April 1648 (noch vor dem im selben Jahr geschlossenen Westfälischen Frieden, mit dem der Dreißigjährige Krieg beigelegt wurde) mit einem Sieg Hessen-Kassels. In der Folge wurde Oberhessen geteilt und fiel teilweise an das insgesamt erstarkte Hessen-Kassel.
Auf europäischer Ebene steht der Hessenkrieg im größeren Zusammenhang mit dem Dreißigjährigen Krieg, in der das reformierte Hessen-Kassel die protestantisch-schwedische, Hessen-Darmstadt trotz lutherischer Konfession die katholisch-kaiserliche Partei ergriff. Im Laufe des Krieges kämpften hessische Söldnertruppen außer in den hessischen Stammlanden auch in Westfalen (Hochstift Münster und Paderborn), in Obergeldern, am Niederrhein (Kurköln), im Herzogtum Braunschweig und an anderen Orten.

## Übersicht der Konfliktbeteiligten
| Landgrafschaft Hessen                                                             |                                                                                   |                                                                                   |                                                                                   |                                                                                   |                                                                                   |                         |                         |                                                                                  |                                                                                  |                                                                                  |                                                                                  |                                                                                  |                                                                                  |  |  |                                                                                              |                                                                                              |                                                                                              |                                                                                              |                                                                                              |                                                                                              |                                           |                                           |                                                                             |                                                                             |                                                                             |                                                                             |                                                                             |                                                                             |  |  |                                            |                                            |                                            |                                            |                                            |                                            |  |  |                      |                      |                      |                      |                      |                      |  |  |  |  |  |  |  |  |
| Philipp I. „Der Großmütige“ (1504–1567)                                           |                                                                                   |                                                                                   |                                                                                   |                                                                                   |                                                                                   |                         |                         |                                                                                  |                                                                                  |                                                                                  |                                                                                  |                                                                                  |                                                                                  |  |  |                                                                                              |                                                                                              |                                                                                              |                                                                                              |                                                                                              |                                                                                              |                                           |                                           |                                                                             |                                                                             |                                                                             |                                                                             |                                                                             |                                                                             |  |  |                                            |                                            |                                            |                                            |                                            |                                            |  |  |                      |                      |                      |                      |                      |                      |  |  |  |  |  |  |  |  |
|                                                                                   |                                                                                   |                                                                                   |                                                                                   |                                                                                   |                                                                                   |                         |                         |                                                                                  |                                                                                  |                                                                                  |                                                                                  |                                                                                  |                                                                                  |  |  |                                                                                              |                                                                                              |                                                                                              |                                                                                              |                                                                                              |                                                                                              |                                           |                                           |                                                                             |                                                                             |                                                                             |                                                                             |                                                                             |                                                                             |  |  |                                            |                                            |                                            |                                            |                                            |                                            |  |  |                      |                      |                      |                      |                      |                      |  |  |  |  |  |  |  |  |
|                                                                                   |                                                                                   |                                                                                   |                                                                                   |                                                                                   |                                                                                   |                         |                         |                                                                                  |                                                                                  |                                                                                  |                                                                                  |                                                                                  |                                                                                  |  |  |                                                                                              |                                                                                              |                                                                                              |                                                                                              |                                                                                              |                                                                                              |                                           |                                           |                                                                             |                                                                             |                                                                             |                                                                             |                                                                             |                                                                             |  |  |                                            |                                            |                                            |                                            |                                            |                                            |  |  |                      |                      |                      |                      |                      |                      |  |  |  |  |  |  |  |  |
| Hessen-Kassel Niederfürstentum Hessen (Niederhessen, heute Nordhessen) = ca. 50 % | Hessen-Kassel Niederfürstentum Hessen (Niederhessen, heute Nordhessen) = ca. 50 % | Hessen-Kassel Niederfürstentum Hessen (Niederhessen, heute Nordhessen) = ca. 50 % | Hessen-Kassel Niederfürstentum Hessen (Niederhessen, heute Nordhessen) = ca. 50 % | Hessen-Kassel Niederfürstentum Hessen (Niederhessen, heute Nordhessen) = ca. 50 % | Hessen-Kassel Niederfürstentum Hessen (Niederhessen, heute Nordhessen) = ca. 50 % |                         |                         | Hessen-Marburg Oberfürstentum Hessen (Oberhessen, heute Mittelhessen) = ca. 25 % | Hessen-Marburg Oberfürstentum Hessen (Oberhessen, heute Mittelhessen) = ca. 25 % | Hessen-Marburg Oberfürstentum Hessen (Oberhessen, heute Mittelhessen) = ca. 25 % | Hessen-Marburg Oberfürstentum Hessen (Oberhessen, heute Mittelhessen) = ca. 25 % | Hessen-Marburg Oberfürstentum Hessen (Oberhessen, heute Mittelhessen) = ca. 25 % | Hessen-Marburg Oberfürstentum Hessen (Oberhessen, heute Mittelhessen) = ca. 25 % |  |  | Hessen-Rheinfels Niedergrafschaft Katzenelnbogen (heute Teil von Rheinland-Pfalz) = ca. 15 % | Hessen-Rheinfels Niedergrafschaft Katzenelnbogen (heute Teil von Rheinland-Pfalz) = ca. 15 % | Hessen-Rheinfels Niedergrafschaft Katzenelnbogen (heute Teil von Rheinland-Pfalz) = ca. 15 % | Hessen-Rheinfels Niedergrafschaft Katzenelnbogen (heute Teil von Rheinland-Pfalz) = ca. 15 % | Hessen-Rheinfels Niedergrafschaft Katzenelnbogen (heute Teil von Rheinland-Pfalz) = ca. 15 % | Hessen-Rheinfels Niedergrafschaft Katzenelnbogen (heute Teil von Rheinland-Pfalz) = ca. 15 % |                                           |                                           | Hessen-Darmstadt Obergrafschaft Katzenelnbogen (heute Südhessen) = ca. 10 % | Hessen-Darmstadt Obergrafschaft Katzenelnbogen (heute Südhessen) = ca. 10 % | Hessen-Darmstadt Obergrafschaft Katzenelnbogen (heute Südhessen) = ca. 10 % | Hessen-Darmstadt Obergrafschaft Katzenelnbogen (heute Südhessen) = ca. 10 % | Hessen-Darmstadt Obergrafschaft Katzenelnbogen (heute Südhessen) = ca. 10 % | Hessen-Darmstadt Obergrafschaft Katzenelnbogen (heute Südhessen) = ca. 10 % |  |  |                                            |                                            |                                            |                                            |                                            |                                            |  |  |                      |                      |                      |                      |                      |                      |  |  |  |  |  |  |  |  |
| Hessen-Kassel Niederfürstentum Hessen (Niederhessen, heute Nordhessen) = ca. 50 % | Hessen-Kassel Niederfürstentum Hessen (Niederhessen, heute Nordhessen) = ca. 50 % | Hessen-Kassel Niederfürstentum Hessen (Niederhessen, heute Nordhessen) = ca. 50 % | Hessen-Kassel Niederfürstentum Hessen (Niederhessen, heute Nordhessen) = ca. 50 % | Hessen-Kassel Niederfürstentum Hessen (Niederhessen, heute Nordhessen) = ca. 50 % | Hessen-Kassel Niederfürstentum Hessen (Niederhessen, heute Nordhessen) = ca. 50 % | Wilhelm IV. (1532–1592) | Wilhelm IV. (1532–1592) | Wilhelm IV. (1532–1592)                                                          | Wilhelm IV. (1532–1592)                                                          | Wilhelm IV. (1532–1592)                                                          | Wilhelm IV. (1532–1592)                                                          | Hessen-Marburg Oberfürstentum Hessen (Oberhessen, heute Mittelhessen) = ca. 25 % | Hessen-Marburg Oberfürstentum Hessen (Oberhessen, heute Mittelhessen) = ca. 25 % |  |  | Hessen-Rheinfels Niedergrafschaft Katzenelnbogen (heute Teil von Rheinland-Pfalz) = ca. 15 % | Hessen-Rheinfels Niedergrafschaft Katzenelnbogen (heute Teil von Rheinland-Pfalz) = ca. 15 % | Hessen-Rheinfels Niedergrafschaft Katzenelnbogen (heute Teil von Rheinland-Pfalz) = ca. 15 % | Hessen-Rheinfels Niedergrafschaft Katzenelnbogen (heute Teil von Rheinland-Pfalz) = ca. 15 % | Hessen-Rheinfels Niedergrafschaft Katzenelnbogen (heute Teil von Rheinland-Pfalz) = ca. 15 % | Hessen-Rheinfels Niedergrafschaft Katzenelnbogen (heute Teil von Rheinland-Pfalz) = ca. 15 % | Ludwig IV. (1537–1604) †† Linie erloschen | Ludwig IV. (1537–1604) †† Linie erloschen | Ludwig IV. (1537–1604) †† Linie erloschen                                   | Ludwig IV. (1537–1604) †† Linie erloschen                                   | Ludwig IV. (1537–1604) †† Linie erloschen                                   | Ludwig IV. (1537–1604) †† Linie erloschen                                   | Hessen-Darmstadt Obergrafschaft Katzenelnbogen (heute Südhessen) = ca. 10 % | Hessen-Darmstadt Obergrafschaft Katzenelnbogen (heute Südhessen) = ca. 10 % |  |  | Philipp II. (1541–1583) †† Linie erloschen | Philipp II. (1541–1583) †† Linie erloschen | Philipp II. (1541–1583) †† Linie erloschen | Philipp II. (1541–1583) †† Linie erloschen | Philipp II. (1541–1583) †† Linie erloschen | Philipp II. (1541–1583) †† Linie erloschen |  |  | Georg I. (1547–1596) | Georg I. (1547–1596) | Georg I. (1547–1596) | Georg I. (1547–1596) | Georg I. (1547–1596) | Georg I. (1547–1596) |  |  |  |  |  |  |  |  |
|                                                                                   |                                                                                   |                                                                                   |                                                                                   |                                                                                   |                                                                                   | Wilhelm IV. (1532–1592) | Wilhelm IV. (1532–1592) | Wilhelm IV. (1532–1592)                                                          | Wilhelm IV. (1532–1592)                                                          | Wilhelm IV. (1532–1592)                                                          | Wilhelm IV. (1532–1592)                                                          |                                                                                  |                                                                                  |  |  |                                                                                              |                                                                                              |                                                                                              |                                                                                              |                                                                                              |                                                                                              | Ludwig IV. (1537–1604) †† Linie erloschen | Ludwig IV. (1537–1604) †† Linie erloschen | Ludwig IV. (1537–1604) †† Linie erloschen                                   | Ludwig IV. (1537–1604) †† Linie erloschen                                   | Ludwig IV. (1537–1604) †† Linie erloschen                                   | Ludwig IV. (1537–1604) †† Linie erloschen                                   |                                                                             |                                                                             |  |  | Philipp II. (1541–1583) †† Linie erloschen | Philipp II. (1541–1583) †† Linie erloschen | Philipp II. (1541–1583) †† Linie erloschen | Philipp II. (1541–1583) †† Linie erloschen | Philipp II. (1541–1583) †† Linie erloschen | Philipp II. (1541–1583) †† Linie erloschen |  |  | Georg I. (1547–1596) | Georg I. (1547–1596) | Georg I. (1547–1596) | Georg I. (1547–1596) | Georg I. (1547–1596) | Georg I. (1547–1596) |  |  |  |  |  |  |  |  |
| Moritz (1572–1632) abgedankt 1627                                                 | Moritz (1572–1632) abgedankt 1627                                                 | Moritz (1572–1632) abgedankt 1627                                                 | Moritz (1572–1632) abgedankt 1627                                                 | Moritz (1572–1632) abgedankt 1627                                                 | Moritz (1572–1632) abgedankt 1627                                                 |                         |                         |                                                                                  |                                                                                  |                                                                                  |                                                                                  |                                                                                  |                                                                                  |  |  |                                                                                              |                                                                                              |                                                                                              |                                                                                              |                                                                                              |                                                                                              |                                           |                                           | Ludwig V. (1577–1626)                                                       | Ludwig V. (1577–1626)                                                       | Ludwig V. (1577–1626)                                                       | Ludwig V. (1577–1626)                                                       | Ludwig V. (1577–1626)                                                       | Ludwig V. (1577–1626)                                                       |  |  |                                            |                                            |                                            |                                            |                                            |                                            |  |  |                      |                      |                      |                      |                      |                      |  |  |  |  |  |  |  |  |
| Moritz (1572–1632) abgedankt 1627                                                 | Moritz (1572–1632) abgedankt 1627                                                 | Moritz (1572–1632) abgedankt 1627                                                 | Moritz (1572–1632) abgedankt 1627                                                 | Moritz (1572–1632) abgedankt 1627                                                 | Moritz (1572–1632) abgedankt 1627                                                 |                         |                         |                                                                                  |                                                                                  |                                                                                  |                                                                                  |                                                                                  |                                                                                  |  |  |                                                                                              |                                                                                              |                                                                                              |                                                                                              |                                                                                              |                                                                                              |                                           |                                           | Ludwig V. (1577–1626)                                                       | Ludwig V. (1577–1626)                                                       | Ludwig V. (1577–1626)                                                       | Ludwig V. (1577–1626)                                                       | Ludwig V. (1577–1626)                                                       | Ludwig V. (1577–1626)                                                       |  |  |                                            |                                            |                                            |                                            |                                            |                                            |  |  |                      |                      |                      |                      |                      |                      |  |  |  |  |  |  |  |  |
| Wilhelm V. (1602–1637) ⚭ Amalie Elisabeth                                         | Wilhelm V. (1602–1637) ⚭ Amalie Elisabeth                                         | Wilhelm V. (1602–1637) ⚭ Amalie Elisabeth                                         | Wilhelm V. (1602–1637) ⚭ Amalie Elisabeth                                         | Wilhelm V. (1602–1637) ⚭ Amalie Elisabeth                                         | Wilhelm V. (1602–1637) ⚭ Amalie Elisabeth                                         |                         |                         |                                                                                  |                                                                                  |                                                                                  |                                                                                  |                                                                                  |                                                                                  |  |  |                                                                                              |                                                                                              |                                                                                              |                                                                                              |                                                                                              |                                                                                              |                                           |                                           | Georg II. (1605–1661)                                                       | Georg II. (1605–1661)                                                       | Georg II. (1605–1661)                                                       | Georg II. (1605–1661)                                                       | Georg II. (1605–1661)                                                       | Georg II. (1605–1661)                                                       |  |  |                                            |                                            |                                            |                                            |                                            |                                            |  |  |                      |                      |                      |                      |                      |                      |  |  |  |  |  |  |  |  |

## Vorgeschichte und Verlauf

### Hessische Erbteilung

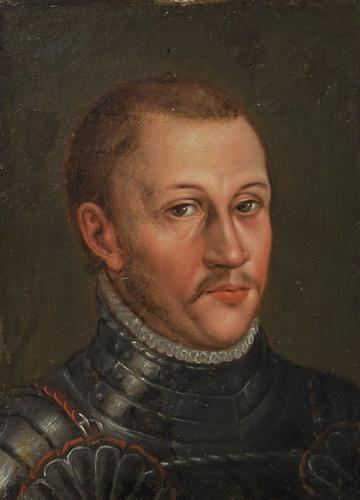
Philipp I., letzter gesamthessischer Landgraf († 1567)

Hintergrund des Konfliktes war die Teilung des Erbes nach dem Tod Philipps des Großmütigen im Jahre 1567. Einem alten Hausgesetz im Hause Hessen folgend hatte dieser in seinem Testament eine Aufteilung der Landgrafschaft unter seinen vier Söhnen verfügt, wobei der Anteil am hessischen Territorium der Erbfolge nach abnahm:
1. Der älteste Sohn, Wilhelm, erhielt das Niederfürstentum im Norden Hessens (im Folgenden Hessen-Kassel genannt) mit der Stadt Kassel, insgesamt etwa die Hälfte Hessens.
2. Der zweitälteste Sohn, Ludwig, erhielt Oberhessen in der Mitte Hessens (im Folgenden Hessen-Marburg genannt) mit der Stadt Marburg und der Festung Gießen, etwa ein Viertel Hessens.
3. Der drittälteste Sohn, Philipp (der Jüngere), erhielt die Niedergrafschaft Katzenelnbogen im Westen Hessens (im Folgenden Hessen-Rheinfels genannt) mit Rheinfels und Katzenelnbogen, etwas mehr als ein Achtel Hessens.
4. Der jüngste Sohn, Georg, erhielt die Obergrafschaft Katzenelnbogen im Süden Hessens (im Folgenden Hessen-Darmstadt genannt) mit der Stadt Darmstadt, etwas weniger als ein Achtel Hessens.

Nach dem Aussterben der Linie Rheinfels im Jahre 1583 wurde Hessen-Rheinfels anteilig unter den drei Brüdern des verstorbenen Philipp II. aufgeteilt.

### Der Streit um das Marburger Erbe und der Dreißigjährige Krieg

#### Marburger Erbstreit (ab 1604)

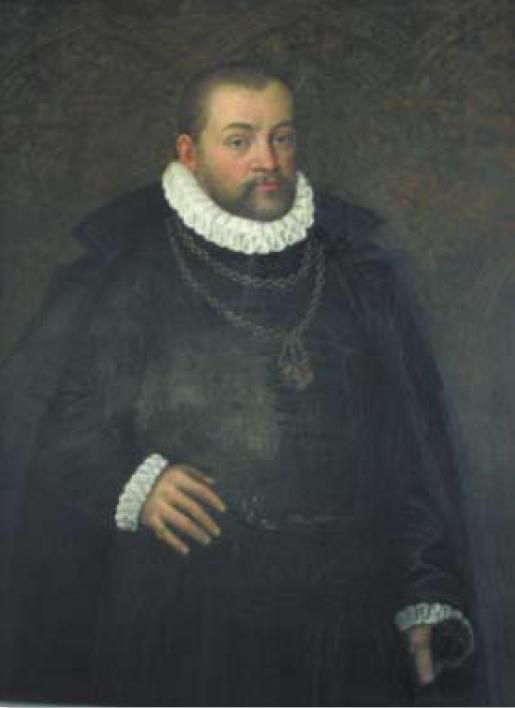
Ludwig IV., einziger Landgraf von Hessen-Marburg († 1604)

Im Jahre 1604 starb Landgraf Ludwig IV. von Hessen-Marburg kinderlos auf seinem Schloss in Marburg. Sein Testament sah vor, dass Hessen-Marburg zu gleichen Teilen zwischen den Söhnen seiner zuvor verstorbenen Brüder Wilhelm in Kassel und Georg in Darmstadt aufgeteilt würde, unter der Bedingung, dass der lutherische Glaube einheitlich in ganz Hessen-Marburg erhalten bliebe.
Es folgte zunächst ein Streit darüber, ob die Teilung hälftig zwischen den Linien oder anteilig nach der Anzahl der Neffen erfolgen sollte. Von letzterer Interpretation hätte Darmstadt profitiert, da Georg von Hessen-Darmstadt mit Ludwig, Philipp (III.) und Friedrich mehr Söhne hinterlassen hatte als Wilhelm von Hessen-Kassel mit seinem alleinigen Stammhalter Moritz. Der Streit wurde aber nach einer Anfechtungsklage durch Hessen-Darmstadt vom Reichshofrat zugunsten von Hessen-Kassel entschieden, und Hessen-Marburg wurde hälftig geteilt.
Der Streit um das Marburger Erbe entbrannte erneut, nachdem Landgraf Moritz von Hessen-Kassel, der sich seit seiner Regierungsübernahme 1592 immer mehr dem calvinistischen Glauben seiner Ehefrau Juliane von Nassau-Dillenburg angenähert hatte, im Jahre 1605 in seinem Regierungsbereich einige calvinistisch geprägte Regelungen in Kraft setzte und im selben Jahr selbst zum Calvinismus konvertierte. In der Folge wechselten viele lutherische Pfarrer nach Hessen-Darmstadt und die lutherischen Theologen von der Universität Marburg zum Gymnasium illustre nach Gießen, welches ab 1607 ebenfalls den Status einer Universität innehatte. Da Moritz durch seinen Übertritt zum Calvinismus die lutherische Einheit Hessen-Marburgs beendete, verstieß er gegen das Testament seines Onkels, wodurch er nach Ansicht von Hessen-Darmstadt den Anspruch auf seinen Anteil von Hessen-Marburg verlor (vgl. Konfessionsverhältnisse in der Landgrafschaft Hessen-Kassel). Darmstadt war zu diesem Zeitpunkt aber politisch und militärisch nicht stark genug, um seinen Anspruch auf ganz Hessen-Marburg auch durchsetzen zu können.

#### Vormarsch Hessen-Darmstadts bis zum Hauptakkord (1618–1627)

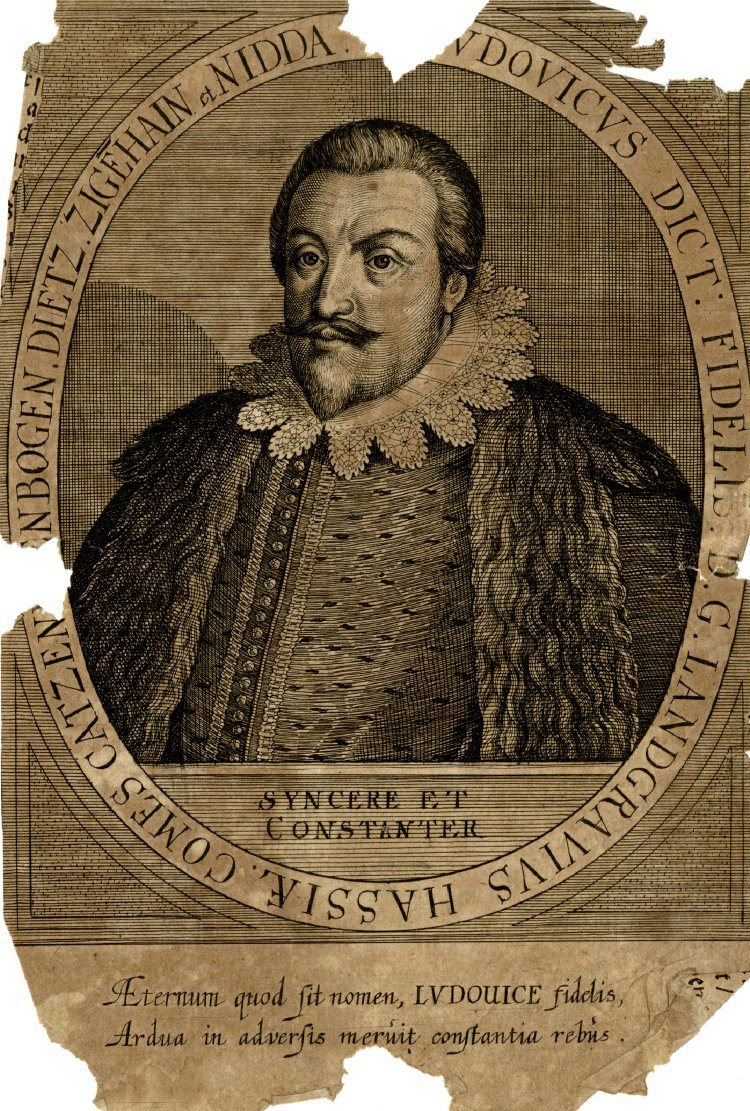
Ludwig V. von Hessen-Darmstadt († 1626)

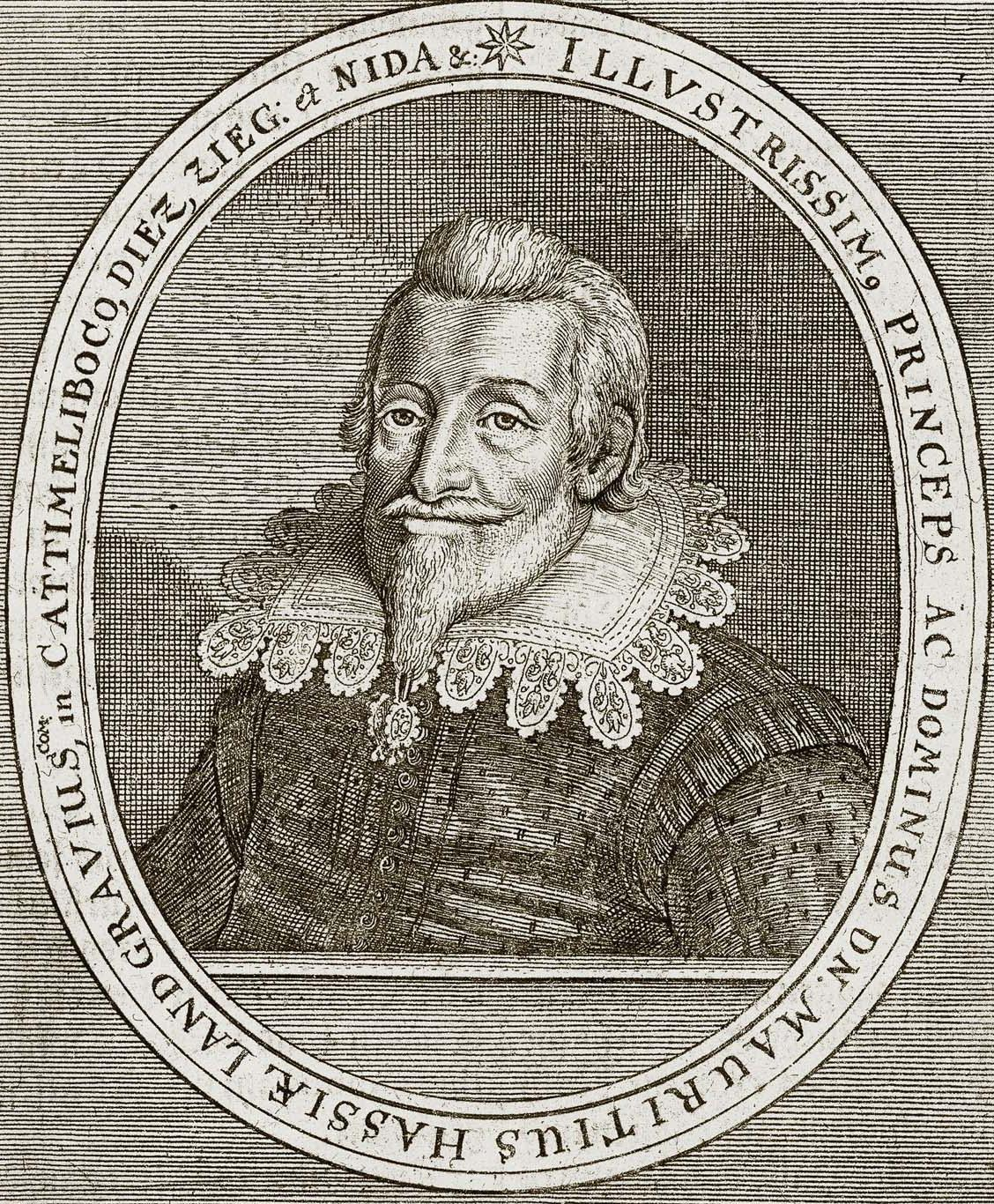
Moritz von Hessen-Kassel (abgedankt 1627)

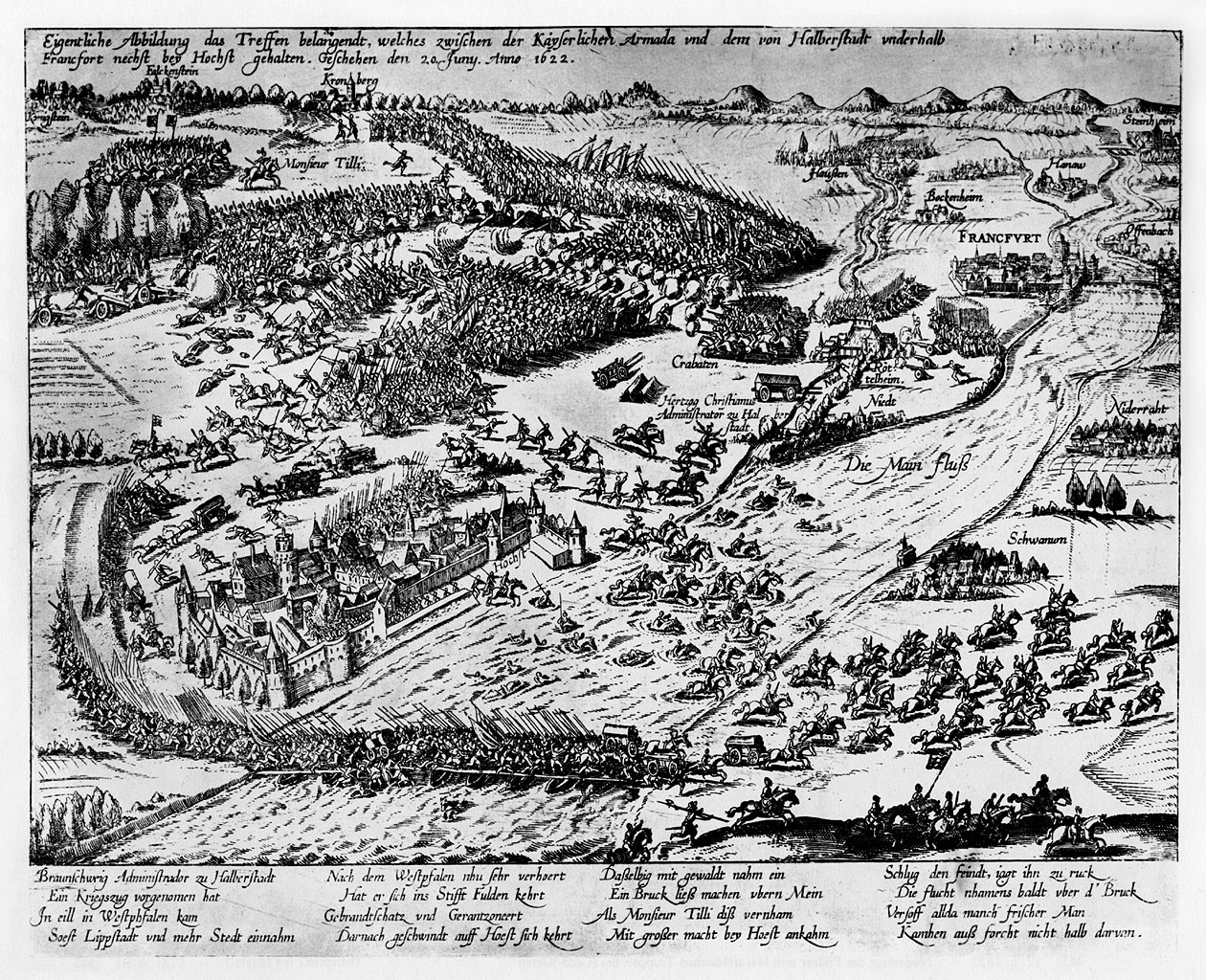
Schlacht bei Höchst (1622)

Im Dreißigjährigen Krieg, genauer gesagt im Krieg um die Kurpfalz, verhielt sich Ludwig V. von Hessen-Darmstadt anfangs neutral, stand aber trotz der lutherischen Landesreligion tendenziell auf der Seite des katholischen Kaisers, während das calvinistische Hessen-Kassel auf Seiten der Protestantischen Union kämpfte. Nachdem der protestantische Herzog Christian von Braunschweig-Wolfenbüttel 1621 in Oberhessen einmarschiert war, verbündete sich Ludwig V. in der Hoffnung auf militärische Unterstützung offen mit dem Kaiser.
Dieses Kalkül ging mittelfristig zunächst auf: 1621 besetzte der kaiserliche Feldmarschall Ambrosio Spinola die Wetterau. Im Gegenzug griff der protestantische Heerführer Ernst von Mansfeld im Auftrag des Kurfürsten Friedrich von der Pfalz die Darmstädter Obergrafschaft an. Dabei gelang es ihm, Ludwig V. von Hessen-Darmstadt und dessen Sohn Johannes gefangen zu nehmen. Im Austausch für die Freilassung der Geiseln verlangte er die Übergabe der Festung Rüsselsheim.
Beim Abzug aus Rüsselsheim wurde Mansfeld dann aber am 10. Juni 1622 im Gefecht auf der Lorscher Heide vom kaiserlichen Feldherren Tilly besiegt. Wenige Wochen zuvor, am 27. April 1622 in der Schlacht bei Mingolsheim, hatte Mansfeld noch gegen Tilly gesiegt, aber keinen großen Vorteil daraus gezogen. Kurz darauf war Tilly durch seinen Sieg in der Schlacht bei Wimpfen am 6. Mai 1622 wieder erstarkt. Nach Mansfeld schlug Tilly am 20. Juni 1622 auch Herzog Christian von Braunschweig-Wolfenbüttel auf hessischem Gebiet bei Höchst am Main in der Schlacht bei Höchst, wodurch die protestantische Seite entscheidend geschwächt wurde. Tilly rückte weiter gegen Hessen-Kassel vor und besetzte ganz Niederhessen bis auf die Stadt Kassel, wodurch er den Vollzug eines Reichshofratsurteils vom 11. April 1623 erzwang, das das gesamte Erbe von Hessen-Marburg (einschließlich aller Steuereinnahmen daraus, rückwirkend) sowie die Grafschaft Katzenelnbogen mit der Festung Rheinfels und der Pfandschaft Rhens der Darmstädter Linie zusprach. Zudem besetzte Tilly einige niederhessische Ämter als Pfand. Landgraf Moritz von Hessen-Kassel erkannte das Urteil jedoch nicht an.
Ferdinand von Bayern, Kurfürst und Erzbischof von Köln, der das Urteil vollstrecken sollte, ließ die Festung Rheinfels deshalb 1626 belagern. Während dieser Belagerung verstarb Landgraf Ludwig V. Sein Sohn Georg II. übernahm die Darmstädter Regierungsgeschäfte und führte den Kampf gegen Kassel fort. Nach schweren Kämpfen wurde Rheinfels am 2. September 1626 an Hessen-Darmstadt übergeben.
Wegen der militärischen Niederlagen und der desolaten Regierungsführung von Landgraf Moritz von Hessen-Kassel begannen die niederhessischen Landstände, sich offen gegen Moritz aufzulehnen, und sie erzwangen 1627 seine Abdankung. Zudem verlor das Haus Kassel durch Moritzens Erbteilung auch noch die Rotenburger Quart. Derart geschwächt sah sich Moritz’ Sohn und Nachfolger, Wilhelm V., gezwungen, das Urteil des Reichshofrats von 1623 zu akzeptieren und auf die umstrittenen Gebiete zu verzichten. Am 24. September 1627 wurde hierzu ein Vergleichsvertrag, der sogenannte Hauptakkord, geschlossen. Ganz Oberhessen, die Niedergrafschaft Katzenelnbogen sowie die Herrschaft Schmalkalden, eine hessische Exklave in Thüringen, gingen an Hessen-Darmstadt. Zudem wurden Hessen-Kassel und Hessen-Darmstadt in der Ordnung des Deutschen Reiches als ranggleich angesetzt. Im Gegenzug erhielt Hessen-Kassel die pfandweise besetzten Gebiete in Niederhessen zurück.
Durch das Restitutionsedikt von 1629 wurde Hessen-Kassel auch noch das Stift Hersfeld genommen, welches seit 1604 unter niederhessischer Verwaltung gestanden hatte. Da Kurköln Hessen-Darmstadt in der hessischen Erbsache unterstützt hatte, veranlasste Landgraf Georg II. nun auch die Einlösung der mit der Grafschaft Katzenelnbogen an das Haus Hessen gekommenen kurkölnischen Pfandschaft Rhens, wo mit Unterstützung der Koblenzer Jesuiten noch im gleichen Jahr eine umfassende Rekatholisierung einsetzte.

#### Vormarsch Hessen-Kassels imSchwedischen Krieg(1630–1634)

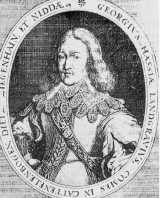
Georg II. von Hessen-Darmstadt

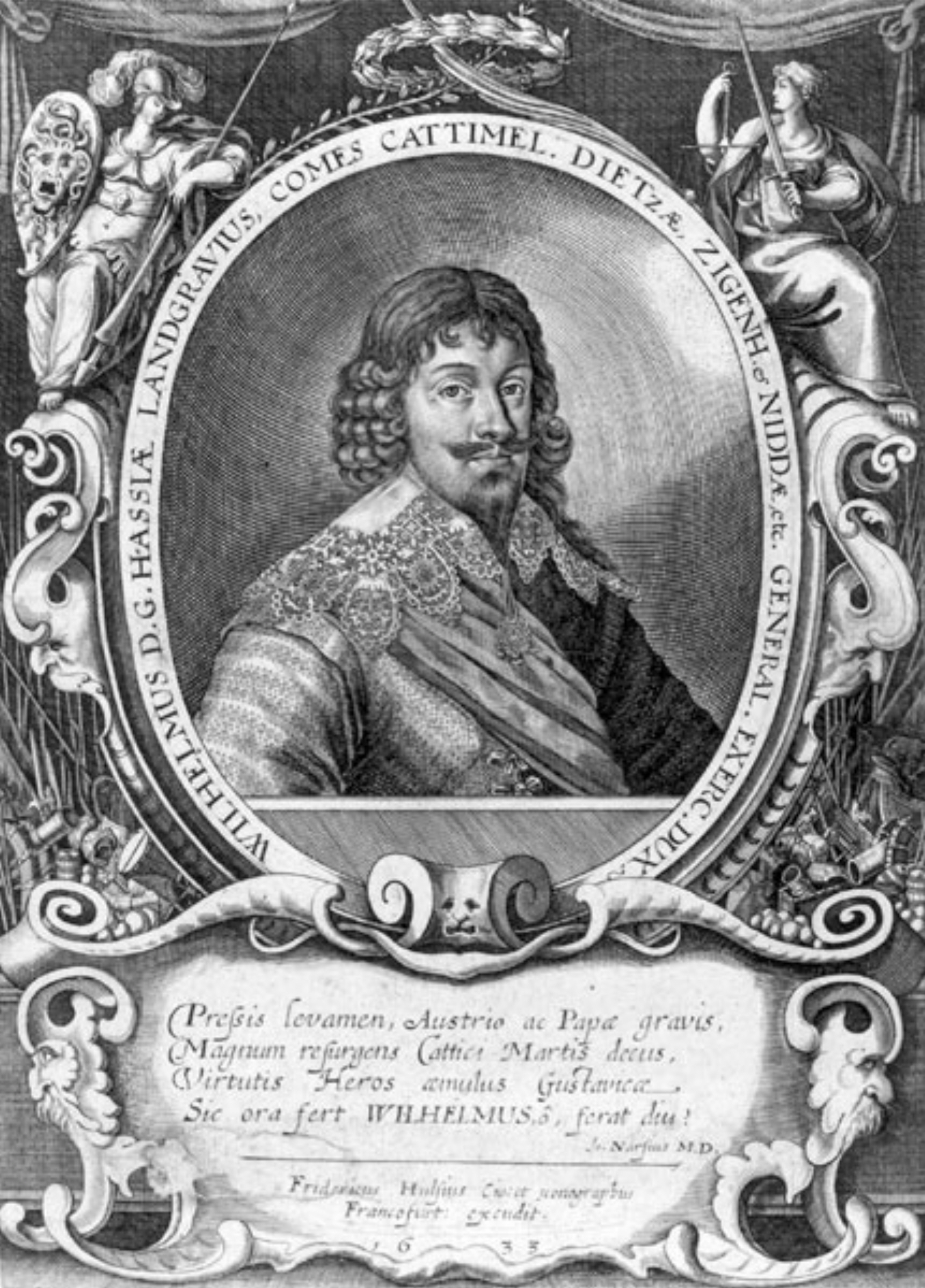
Wilhelm V. von Hessen-Kassel († 1637)

Nachdem die völlige Niederlage des Hauses Hessen-Kassel durch den Hauptakkord abgewendet worden war, begann Wilhelm V. ab 1627 insgeheim, gedeckt durch den scheinbaren Verzicht, ein neues Söldnerheer aufzubauen. Die Wende für Hessen-Kassel im Dreißigjährigen Krieg kam im Oktober 1630, als sich Wilhelm V. als erster deutscher protestantischer Fürst mit König Gustav Adolf II. von Schweden (ebenfalls ein Urenkel von Philipp I. und damit ein Großcousin von Wilhelm V.) verbündete. Nachdem das Bündnis am 22. August 1631 im Vertrag von Werben (im Nachgang zur Schlacht bei Werben) auch formal besiegelt worden war, stellte Hessen-Kassel sein Heer in die Dienste des schwedischen Königs. Im Gegenzug stellte Gustav Adolf den Kasselern in Aussicht, ihr Territorium durch gewonnene Gebiete zu erweitern.
Mit politischer und militärischer Unterstützung der protestantischen Allianz unter Führung des schwedischen Königs und durch die geschickte Führung von Wilhelm V., der auch selbst als Feldherr mit in den Krieg zog, gelang es den niederhessischen Truppen in der Folgezeit, beträchtliche militärische Erfolge zu erringen. Als erstes gelang es, die kaiserlichen Besatzer aus Hessen-Kassel zu vertreiben. Am 24. August 1631 wurde Hersfeld, am 9. September 1631 das zu Kurmainz gehörige Fritzlar erobert. Die Kaiserlichen wurden durch die Niederlage in der Schlacht bei Breitenfeld weiter geschwächt und unter Druck gesetzt. Durch Entlastungsangriffe auf mainzische Stellungen im Taunus unterstützte Hessen-Kassel den schwedischen Vormarsch über Erfurt, Würzburg und Hanau in Richtung Frankfurt und Mainz.
Die niederhessische Hoffnung, als Gegenleistung für die Unterstützung der Schweden die verlorenen Gebiete in Oberhessen zurückzugewinnen, erfüllte sich nicht. Nachdem Georg II. von Hessen-Darmstadt mit dem schwedischen König verhandelt hatte, erreichte er durch den am 29. November 1631 geschlossenen Vertrag von Höchst die Anerkennung der Neutralität Hessen-Darmstadts im Gegenzug für die Aufgabe der Festung Rüsselsheim, so dass Darmstadt seine Gebiete in Oberhessen behalten konnte. Stattdessen schenkte Gustav Adolf am 28. Februar 1632 Hessen-Kassel einige andere Gebiete außerhalb Hessens, die niederhessische Truppen zuvor in schwedischem Auftrag erobert hatten (darunter das Stift Fulda, das Bistum Paderborn und das Kloster Corvey) oder noch erobern sollten (Bistum Münster, später vom schwedischen Kanzler Oxenstierna ersetzt durch Teile des Herzogtums Westfalen und des Vests Recklinghausen).

#### Vormarsch des Kaisers gegen Hessen-Kassel ab 1634
Nach der Schlacht bei Lützen im November 1632, in der die schwedisch-protestantische Seite große Verluste erlitt und König Gustav Adolf getötet wurde, wendete sich auch für die Protestanten, und damit auch Hessen-Kassel, das Kriegsglück. Nach der Niederlage in der Schlacht bei Nördlingen im September 1634 zerfiel die protestantische Allianz. Das calvinistische Hessen-Kassel konnte sich dem Prager Frieden von 1635 aufgrund von überzogenen Forderungen von Darmstädter Seite, die die Annexion des ganzen Hessen-Kassels forderten, nicht anschließen. Wegen der kompromisslosen Politik des kaiserlichen Hofes nahm es bald darauf wieder auf schwedischer und auf französischer Seite am Kampf gegen den Kaiser und die Reichsfürsten teil. Auf der Gegenseite hatte Hessen-Darmstadt seine Neutralität aufgegeben und kämpfte wieder offen für den Kaiser. Beide Seiten erzielten Erfolge: so gewann Darmstadt die Grafschaft Isenburg-Büdingen und das kurpfälzische Amt Kaub, Kassel beendete am 13. Juni 1636 durch einen Sieg über den kaiserlichen Heerführer Lamboy eine neunmonatige Blockade der Festung Hanau. Ein entscheidender Schlag gelang aber keiner Seite.
Als Reaktion auf seinen Sieg über die kaiserlichen Truppen bei Hanau und sein Bündnis mit Frankreich wurde Wilhelm V. von Hessen Kassel am 19. August 1636 vom Kurfürstentag in Regensburg mit der Reichsacht belegt. Sein Widersacher aus Darmstadt wurde zum Administrator über ganz Hessen bestellt. Wegen der militärischen Pattsituation blieb die Acht aber zunächst wirkungslos.
Da auch nach mehr als zwei Jahrzehnten kein Ende der Auseinandersetzung absehbar war und ganz Hessen unter den Folgen des Krieges stark, so stark wie kaum eine andere Region Deutschlands, gelitten hatte, organisierten die Landstände aus allen Teilen Hessens im Februar 1637 einen Landtag, um eine Schlichtung zwischen ihren Landesfürsten zu erreichen.
Der Schlichtungslandtag war aber nicht erfolgreich, denn parallel hatte der neu gewählte Kaiser Ferdinand III., der auch König von Kroatien war, bereits mehrere Regimenter kroatischer Truppen nach Niederhessen entsandt, um die Acht gegen Wilhelm V. durchzusetzen. Die Kroaten verwüsteten während ihres Feldzuges große Teile von Niederhessen und drohten auch Kassel einzunehmen. In dieser Situation floh Wilhelm V. mit seiner Familie und einem großen Teil seines Heeres nach Friesland, wo ihm Ulrich II. von Ostfriesland nach Vermittlung der Generalstaaten Zuflucht gewährte. Dort, im Feldlager bei Leer, verstarb er im 21. September 1637 an einer Krankheit.

#### Wiedererstarken Hessen-Kassels im Schwedisch-Französischen Krieg (ab 1637)

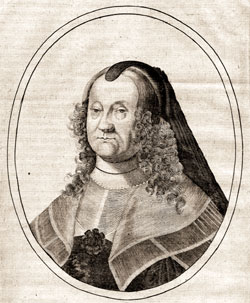
Amalie Elisabeth, Regentin von Hessen-Kassel ab 1637

Da Wilhelms Sohn Wilhelm VI. zum Zeitpunkt des Todes seines Vaters erst acht Jahre alt war, bestellte Wilhelm V. in seinem Testament seine Ehefrau Amalie Elisabeth als Vormund für den minderjährigen Erben und somit als Regentin von Hessen-Kassel. In einem Handstreich ließ sie an Kaiser und Darmstadt vorbei das Land dem unmündigen Sohn, der nicht der Acht unterlag, huldigen. Amalie Elisabeth erwies sich als geschickte Taktikerin, der es gelang, trotz äußerst schwieriger Ausgangslage die Lage für Hessen-Kassel zu konsolidieren. Zunächst schloss sie zum Schein einen Waffenstillstand mit dem Kaiser und bewahrte so Kassel vor einer Eroberung durch die kaiserlich-kroatischen Truppen. Dann baute sie auf dem Grundstock der Truppen, die ihr Mann mit nach Friesland genommen hatte, wieder eine schlagkräftige Armee auf. Weiterhin schloss sie im August 1639 bei Dorsten ein Bündnis mit Frankreich und Schweden.
Mit ihren neuen Verbündeten im Rücken rückten die Truppen von Amalie Elisabeth ab 1640 verstärkt gegen Kurköln vor, um bereits eroberte (und im Gegenzug zum Verzicht auf Oberhessen von den Schweden zugesprochene) kurkölnische Gebiete, insbesondere im Bereich des Vests Recklinghausen, zu verteidigen und weitere hinzuzugewinnen. 1641 verlor Hessen-Kassel zwar nach mehrwöchiger Belagerung durch kaiserliche und kurkölnische Truppen die bereits 1633 eroberte vestische Stadt Dorsten, die wichtigste hessische Stellung am rechten Niederrhein. Nachdem aber die kaiserlichen Truppen teilweise abgezogen waren, um in anderen Regionen (insbesondere bei Wolfenbüttel) zu kämpfen, unternahm Hessen-Kassel einen Feldzug ins linksrheinische kurkölnische Gebiet. In der Schlacht auf der Kempener Heide fügte Hessen-Kassel mit Unterstützung der französisch-weimaranischen Armee unter Guébriant den Kaiserlichen eine schwere Niederlage zu. In der Folge fielen weite Bereiche des nördlichen Kurkölns rund um Neuss und Teile des neutralen Herzogtums Jülich unter die Besatzung durch Hessen-Kassel.

### Der Hessenkrieg im engeren Sinne (1645–1648)
Durch die militärischen und diplomatischen Erfolge im Rheinland und in Westfalen beflügelt, fühlte Landgräfin Amalia Elisabeth von Hessen-Kassel sich ab 1644 stark genug, den Kampf um das Marburger Erbe wieder aufzunehmen. Sie ließ den Hauptakkordvertrag von 1627, in dem der Verzicht auf Oberhessen festgeschrieben war, durch ein juristisches Gutachten nachträglich für ungültig erklären und entsandte Ende 1645 ihre kampferprobten Truppen unter Führung Johanns von Geyso in Richtung Marburg. Nach kurzer Belagerung von Marburg und Butzbach und Kapitulation fiel der Großteil von Oberhessen Anfang 1646 wieder unter die Herrschaft Kassels.
Im Jahr 1647 gelang es einem kaiserlichen Heer unter Führung von General Melander, der bis 1640 selbst in Diensten Kassels gestanden hatte, die Stadt Marburg – nicht jedoch das Schloss – zurückzugewinnen. Da aber kurz darauf die Stadt Darmstadt und die Obergrafschaft wiederum durch französische Truppen unter Führung von Marschall Turenne angegriffen wurden, war der Erfolg nur von kurzer Dauer. Bis Ende 1647 hatten die Truppen aus Kassel wieder den Großteil von Oberhessen und auch die Niedergrafschaft Katzenelnbogen besetzt. Anfang 1648 zogen Melanders Truppen aus Marburg ab.
Dauerhaft beigelegt wurde der Hessenkrieg endlich im Rahmen von Verhandlungen, die parallel zum Westfälischen Friedenskongress unter Vermittlung von Herzog Ernst von Sachsen-Gotha geführt wurden. Sie wurden im April 1648, noch vor dem Westfälischen Friedensvertrag, in einem Einigungs- und Friedensvertrag besiegelt. Vor dem Westfälischen Friedensschluss kämpfte (und siegte) Kassel in der Schlacht bei Wevelinghoven im Rheinland zusammen mit anderen protestantischen Truppen ein letztes Mal gegen die kaiserliche Seite; Darmstadt war an dieser Schlacht allerdings nicht beteiligt.
Durch den Einigungsvertrag zwischen Kassel und Darmstadt wurden Oberhessen dauerhaft aufgeteilt. Darmstadt musste dabei zugunsten von Kassel auf einen beträchtlichen Teil Oberhessens mit Marburg sowie auf weitere besetzte Gebiete, darunter die Niedergrafschaft Katzenelnbogen und die Herrschaft Schmalkalden, verzichten. Die Niedergrafschaft Katzenelnbogen mit der Festung Rheinfels fiel an die hessen-kasselische Sekundogenitur Hessen-Rheinfels-Rotenburg.